# Tonči Huljić
Tonči Huljić, född 29 oktober 1961 i Split, är en kroatisk musiker, komponist och musikproducent. Han är framför allt känd som keyboardist i och grundare av den kroatiska popgruppen Magazin 1979-2006.

## Biografi
Tonči Huljić mor var sköterska och fadern var ekonom. Huljić har en examen från musikhögskolan i Split och studerade juridik innan han bildade popgruppen Magazin 1979, då under namnet Dalmatinski magazin. Han var gruppens keyboardist och främsta låtskrivare. Då gruppen nådde sin storhetstid under 80- och 90-talen började han, som en av de första i Kroatien, att blanda in element av folkmusik från andra delar av Jugoslavien. Detta ogillades av många musikkritiker, som bl.a. anklagade honom för att införa den serbiska musikgenren turbofolk i den kroatiska musiken.
Tillsammans med Magazin och Lidija Horvat-Dunjko deltog Huljić i den kroatiska uttagningen till Eurovision Song Contest (ESC) 1995 med bidraget Nostalgija. I ESC kom de på 6:e plats med 91 poäng. De deltog åter i den kroatiska uttagningen 1997 med bidraget Opium (7:e plats), 1998 med Na svijetu sve (6:e plats), 1999 med Kasno je (5:e plats) och 2005 med Nazaret (2:a plats). Huljić har även gjort sig bemärkt som kompositör för flera av Kroatiens bidrag i Eurovision Song Contest. Utöver bidraget Nostalgija har han även skrivit 1999 års bidrag Marija Magdalena (tillsammans med hustrun Vjekoslava Huljić) som framfördes av Doris Dragović. Han skrev även Vannas bidrag Strings of My Heart från 2001 och Igor Cukrovs bidrag Lijepa Tena från 2009.
Tillsammans med Roman Majetić är han upphovsmannen bakom TV-serierna Villa Maria (2004), Obični ljudi (2006), Ponos Ratkajevih (2007), Zakon ljubavi (2008) och Stella (2013).

## Diskografi

### Magazin
- Slatko stanje (1982)
- Kokolo (1983)
- O-la-la (1984)
- Piši mi (1985)
- Put putujem (1986)
- Magazin (1987)
- Besane noći (1988)
- Dobro jutro (1989)
- Da mi te zaljubit u mene (1991)
- Došlo vrijeme (1993)
- Simpatija (1994)
- Nebo boje moje ljubavi (1996)
- Da si ti ja (1998)
- Minus i plus (2000)
- S druge strane mjeseca (2002)
- Paaa.. (2004)

### Soloalbum
- Waterland (2006)